# Кугардт
Кугардт (нім. Kuhardt) — громада в Німеччині, розташована в землі Рейнланд-Пфальц. Входить до складу району Гермерсгайм. Складова частина об'єднання громад Рюльцгайм.
Площа — 4,88 км2. Населення становить 1870 ос. (станом на 31 грудня 2020).

## Галерея

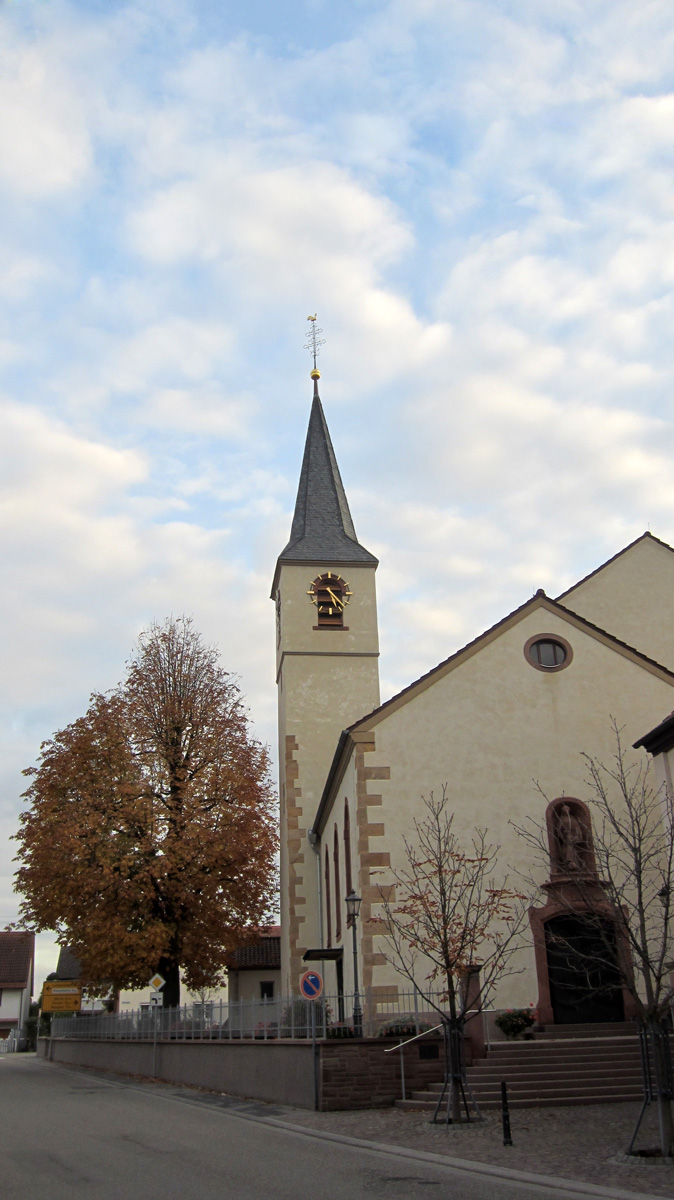
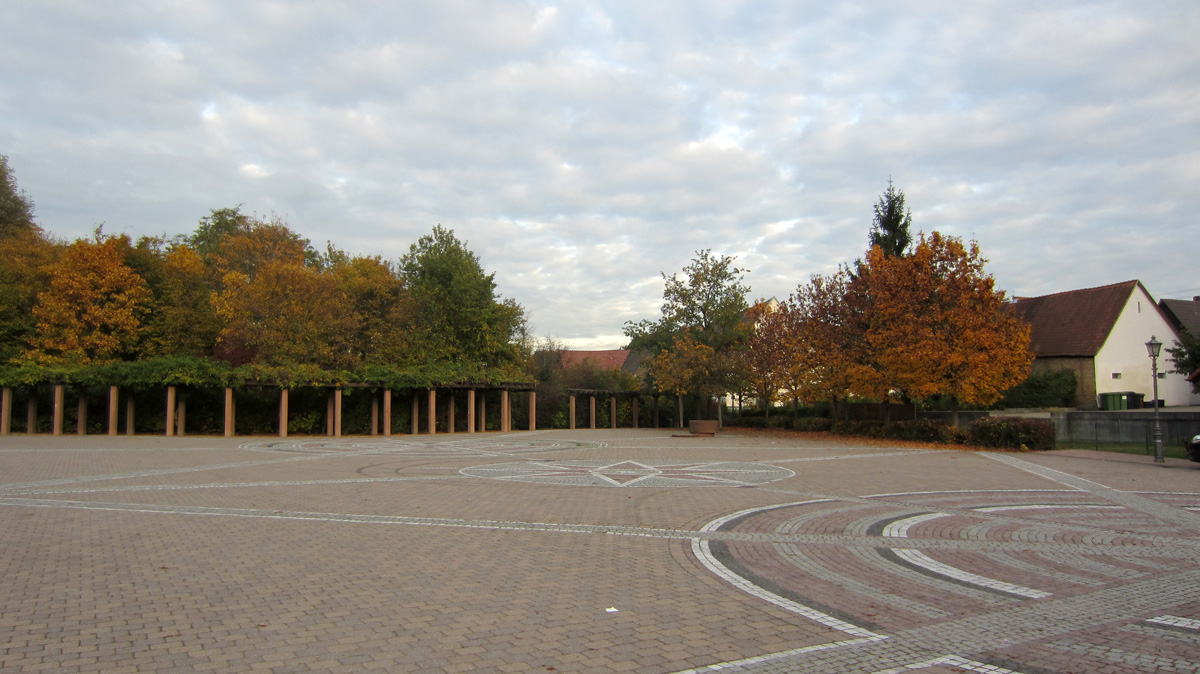